# Monte Entu
Monte Entu è un rilievo montuoso appartenente al Complesso Vulcanico del Montiferru e si eleva sino ad una quota pari a 1027 m s.l.m..
Si tratta certamente della vetta più caratteristica del complesso vulcanico, per via della singolare conformazione acuminata che la distingue nettamente dai rilievi cupoliformi circostanti. 
Ricade interamente nell'ambito territoriale del Comune di Cuglieri, nella proprietà (pari a poco più di 48 ettari) che il medesimo Comune ha concesso in gestione alla ex Azienda Foreste Demaniali (ora agenzia Forestas) sin dall'inizio degli anni '70 per la costituzione del complesso forestale «Pabarile».
Numerose sono le citazioni, le fonti storiche e gli aneddoti che lo riguardano.
Ne ha tratto ispirazione anche Peppino Fiori, giornalista, politico e scrittore originario di Cuglieri, nel suo celebre romanzo Sonetàula, dal quale Salvatore Mereu ha realizzato un film omonimo nel 2008.
Alberto Ferrero conte della Marmora scrisse: «Ai piedi della stessa montagna di Monteferro, più verso sud, si può prendere un altro sentiero più rapido e più difficile del precedente per portarsi verso una delle punte più elevate della montagna; questo sentiero poco frequentato passa continuamente in mezzo ad una grande e bella foresta, composta quasi tutta di elci. Questa punta si chiama Monte Entu, perché essa è realmente esposta a tutti i venti; ha una forma presso a poco conica simile a quella del monte del Castello, e come questo, si compone d'una roccia basaltica grigia, che tende ugualmente alla divisione prismatica irregolare. Questo punto domina molte altre cime vicine, tutte della stessa natura e della stessa forma. La sua altezza è di 1015 metri sopra il livello del mare. Da questo sito si scuopre una gran parte della costa occidentale dell'isola, dopo i promontori della Frasca, e di S. Marco, insino al Capo Caccia presso Alghero. Vale la pena di procurarsi questa vista, con un'ascensione, a dir il vero, un poco penosa, ma sempre ombreggiata, e che dura poco più d'un'ora. Di più è una strada frequentata dai cacciatori del paese, che si portano sovente ai piedi di M. Entu e dei luoghi circostanti, facendovi partite di caccia grossa. Così un giorno che io mi trovava appollajato sopra questo picco (avendo verso ponente un precipizio di circa cento metri ai miei piedi), occupato a prender degli angoli col mio teodolite, mi è accaduto di sentire tutt'ad un tratto un gran rumore, prodotto da voci umane, e da calpestio di molti cavalli; questo schiamazzo partiva dalla foresta che io vedeva al di sotto a volo d'uccello: subito m'intesi chiamare col mio nome; queste grida provenivano da una numerosa compagnia di cacciatori di Cuglieri, che a traverso dell'apertura della foresta m'avevano riconosciuto, perché nessun'altra persona s'avevano immaginato, sarebbe stata capace di restare appollajata per molte ore sulle punte più alte delle montagne del loro paese cogli stromenti lucicanti: essi per conseguenza mi riconobbero meno alla mia figura che dal luogo dove mi trovava, e dal mio apparecchio, invitandomi coi gesti di discendere ed unirmi con loro. Ciò feci al tramontar del sole, allorché la mia operazione fu terminata per quel giorno. Io li trovai, senza molto allontanarmi dalla mia stazione, e profittai con loro della preda, della cena e del sereno passando in mezzo ad una allegra e festosa compagnia una notte che io m'era stabilito di passare in questa punta molto silenziosamente colla mia guida.».
La prima misurazione altimetrica conosciuta è attribuibile ad Alberto Ferrero conte della Marmora, che ne indica la quota in metri sul livello del mare (testualmente: «Monte Euttu di Cuglieri 1015,44»).

## Galleria d'immagini

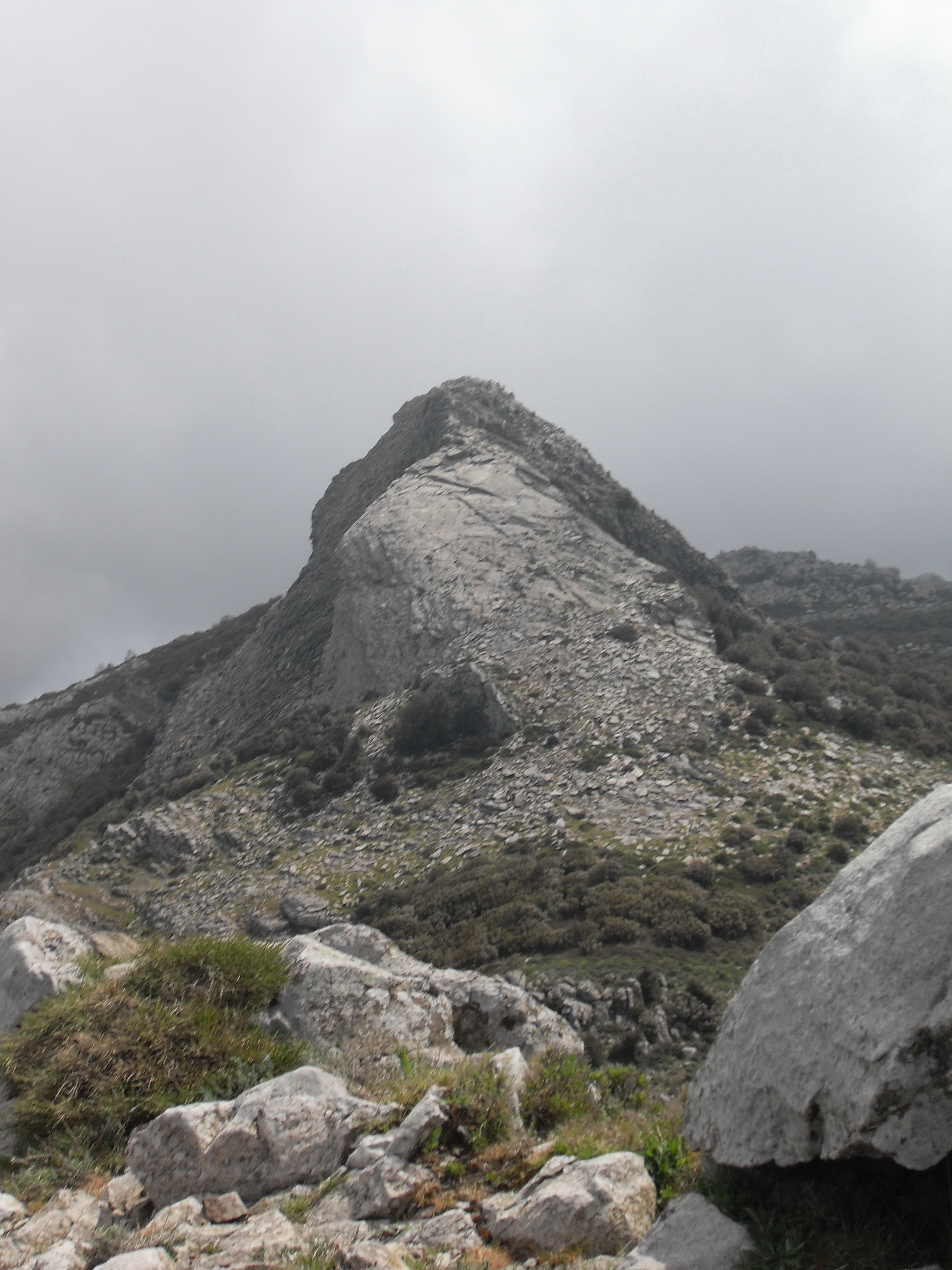
Vista da ovest (da Rocca de Sa Tiria)
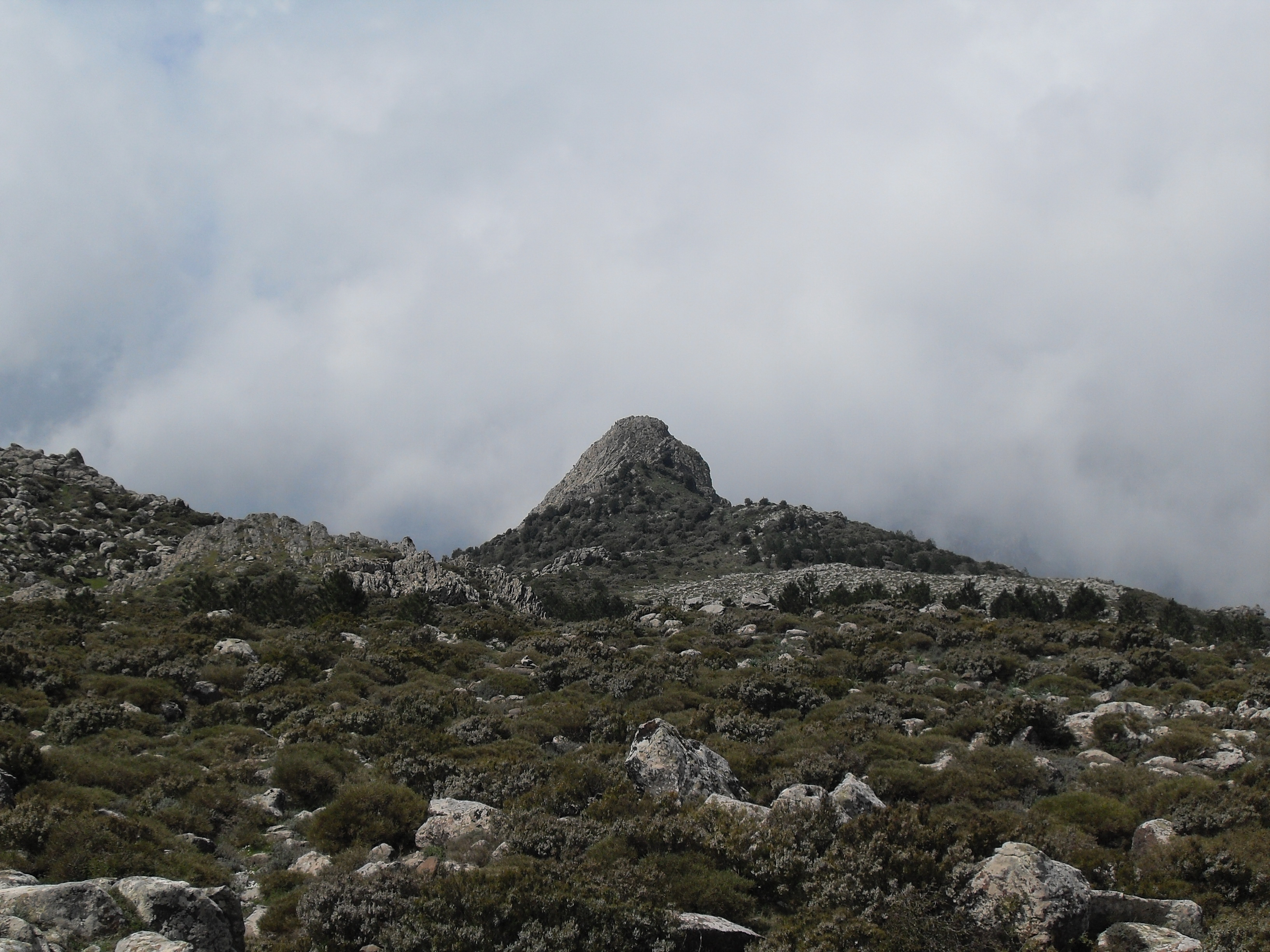
Vista da est (avvicinamento da Su Mullone)
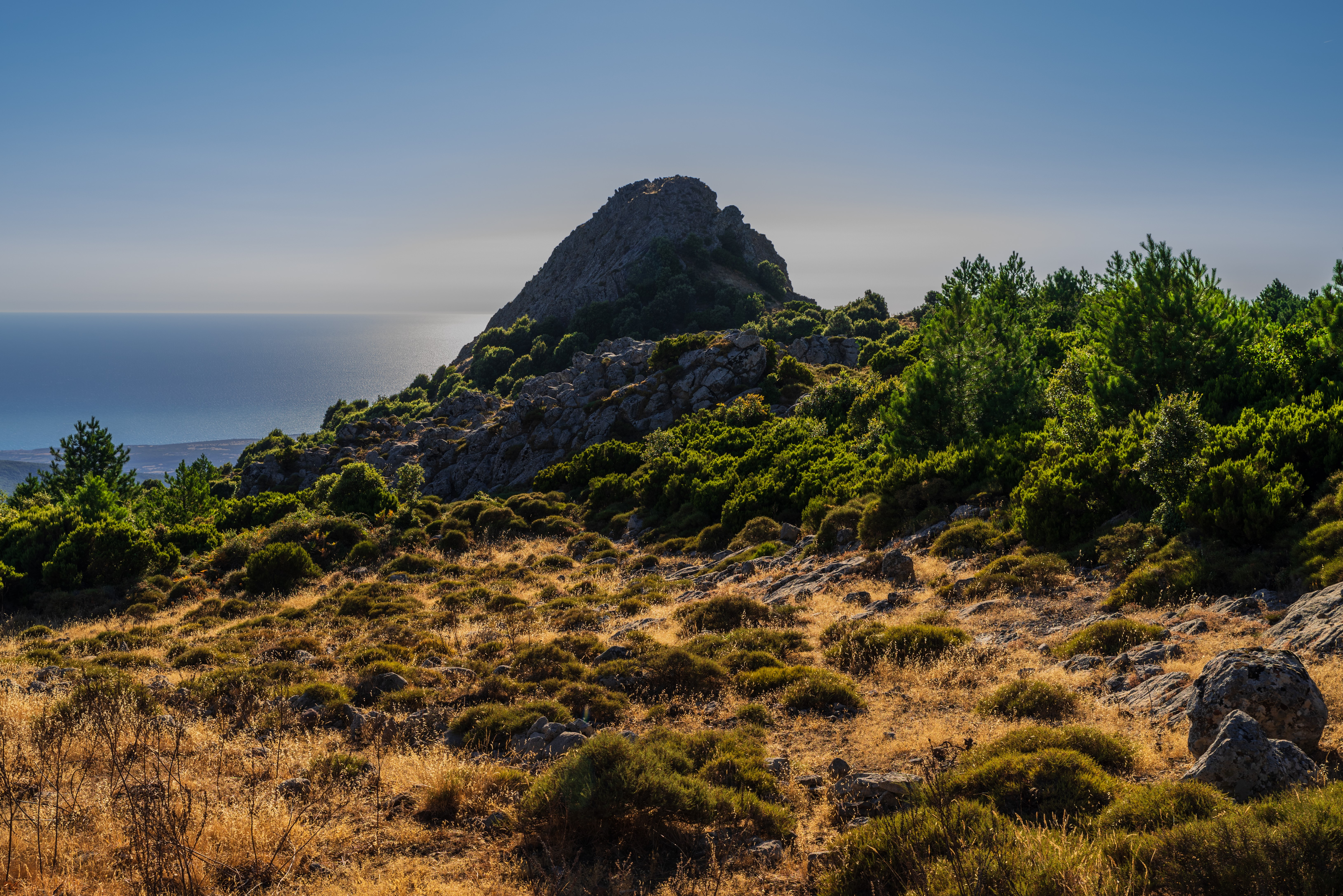
Vista dall'antico muretto a secco di delimitazione intercomunale
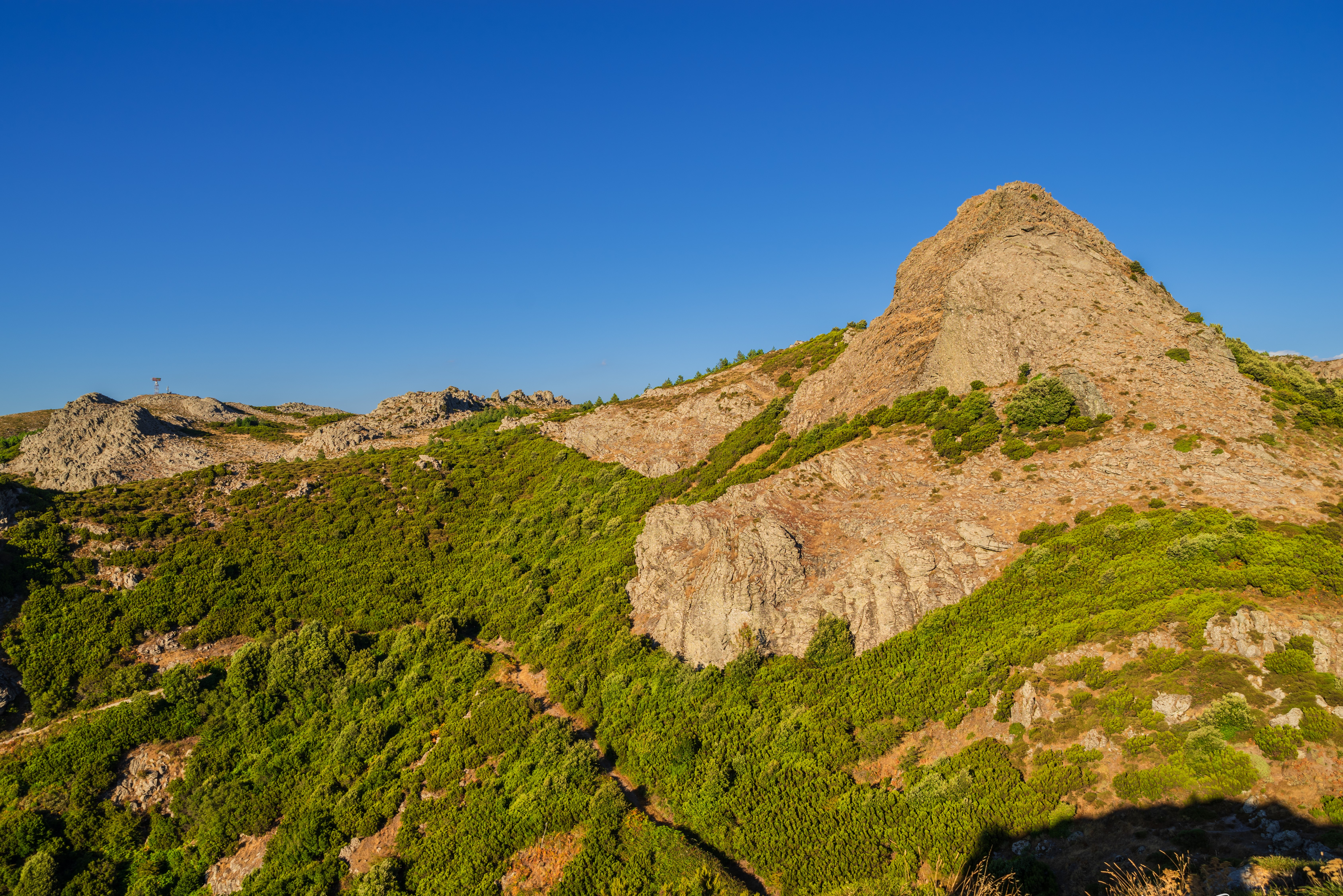
Vista da sa Rocca de Sa Tiria
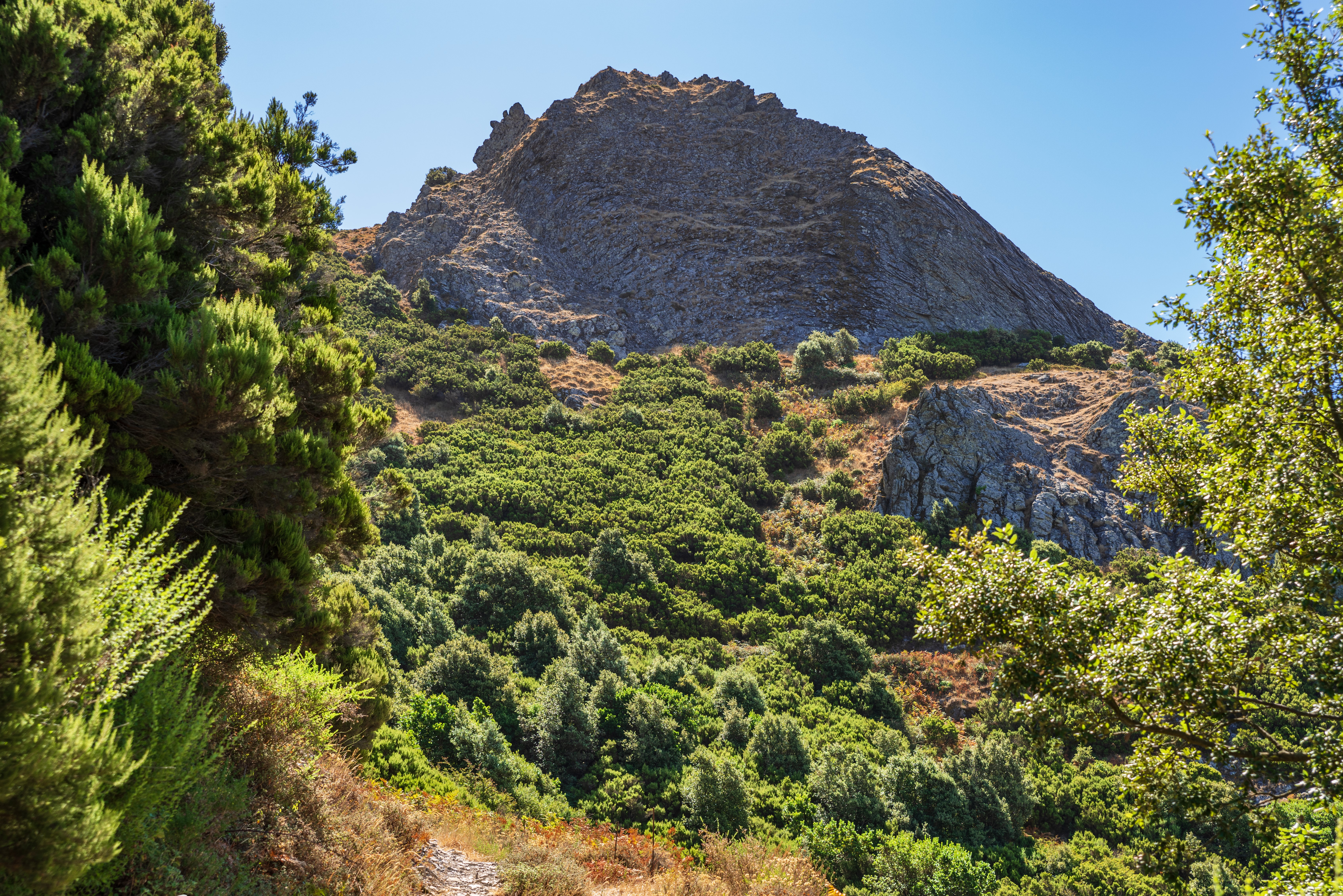
Vista da Nord